# Ivan Toney
Ivan Benjamin Elijah Toney (Northampton, 16 de marzo de 1996) es un futbolista británico que juega como delantero en el Al-Ahli Saudi F. C. de la Liga Profesional Saudí.

## Trayectoria
Toney se convirtió en el jugador más joven en debutar en el Northampton Town cuando hizo su debut en el primer equipo en 2012. Anotó 13 goles en 60 partidos en todas las competiciones antes de unirse al Newcastle United en 2015. En su primera temporada en las Urracas estuvo cedido dos veces consecutivas con Barnsley F. C., formando parte del plantel que ganó el EFL Trophy y los play-offs de la League One. Pasó los siguientes dos años cedido en la tercera división del fútbol inglés con Shrewsbury Town, Scunthorpe United y Wigan Athletic.
En 2018, Toney se unió al Peterborough United de forma permanente por una tarifa no revelada, donde logró ser el máximo goleador de la League One y fue galardonado con el premio Jugador de la Temporada en 2019-20.
Luego fichó por el Brentford F. C., entonces de la EFL Championship, la segunda división de Inglaterra, donde su récord de 33 goles marcados durante la campaña 2020-21 ayudó al club a obtener el ascenso a la Premier League. En total fueron 72 los tantos anotados, en 141 partidos, y en agosto de 2024 se marchó a Arabia Saudita una vez fue traspasado al Al-Ahli Saudi F. C.

## Selección nacional
En marzo de 2021 se informó que sería convocado a la selección nacional de Jamaica como parte de un plan de la Federación de Fútbol de Jamaica para apuntar deliberadamente a varios jugadores nacidos en Inglaterra para que sean llamados a fin de aumentar las posibilidades de clasificación del país a la Copa del Mundo de Catar 2022.
Optó por jugar con Inglaterra e hizo su debut el 26 de marzo de 2023 en un partido de clasificación para la Eurocopa 2024 ante Ucrania.

### Participaciones en Eurocopas
| Copa          | Sede     | Resultado  | Partidos | Goles |
| ------------- | -------- | ---------- | -------- | ----- |
| Eurocopa 2024 | Alemania | Subcampeón | 3        | 0     |

## Polémica
Durante la temporada 2022-2023, Toney fue acusado el mes de noviembre por la FA de haber cometido infracciones en la normativa oficial que prohíbe a los futbolistas profesionales participar en apuestas deportivas. Tras una exhaustiva investigación, se dictaminó inicialmente que Toney había infligido la normativa 232 veces entre 2017 y 2021, más tarde sumándose 30 nuevos cargos (en total 262). Además, se especulaba que el futbolista habría incluso apostado en partidos en los que su propio equipo estaba involucrado. Toney se defendió de la publicación de las acusaciones en sus redes sociales, emplazando el tema legal a sus abogados y declarando que "se centraría en su fútbol". Finalmente, la FA resolvió el caso el 17 de mayo de 2023, sancionando a Toney a 8 meses de suspensión sin poder jugar partidos de manera profesional hasta enero de 2024, aunque recibiendo permiso para entrenar con el equipo a partir de septiembre de 2023. El 20 de enero de 2024. Toney regresó a las canchas como capitán en el once inicial, tras cumplir su sanción en un partido de local contra el Nottingham Forest.

## Estadísticas

### Clubes
| Club                                 | Div.          | Temporada     | Liga  | Liga  | Copas nacionales | Copas nacionales | Copas internacionales | Copas internacionales | Total | Total | Media goleadora |
| Club                                 | Div.          | Temporada     | Part. | Goles | Part.            | Goles            | Part.                 | Goles                 | Part. | Goles | Media goleadora |
| ------------------------------------ | ------------- | ------------- | ----- | ----- | ---------------- | ---------------- | --------------------- | --------------------- | ----- | ----- | --------------- |
| Northampton Town F. C. Inglaterra    | 4.ª           | 2013-14       | 13    | 3     | 2                | 0                | -                     | -                     | 15    | 3     | 0.20            |
| Northampton Town F. C. Inglaterra    | 4.ª           | 2014-15       | 40    | 8     | 4                | 2                | -                     | -                     | 44    | 10    | 0.21            |
| Northampton Town F. C. Inglaterra    | Total club    | Total club    | 53    | 11    | 6                | 2                | -                     | -                     | 59    | 13    | 0.20            |
| Newcastle United F. C. Inglaterra    | 1.ª           | 2015-16       | 2     | 0     | 2                | 0                | -                     | -                     | 4     | 0     | 0               |
| Newcastle United F. C. Inglaterra    | Total club    | Total club    | 2     | 0     | 2                | 0                | -                     | -                     | 4     | 0     | 0               |
| Barnsley F. C. Inglaterra            | 3.ª           | 2015-16       | 18    | 1     | 3                | 1                | -                     | -                     | 21    | 2     | 0.09            |
| Barnsley F. C. Inglaterra            | Total club    | Total club    | 18    | 1     | 3                | 1                | -                     | -                     | 21    | 2     | 0.09            |
| Shrewsbury Town F. C. Inglaterra     | 3.ª           | 2016-17       | 19    | 6     | 7                | 1                | -                     | -                     | 26    | 7     | 0.27            |
| Shrewsbury Town F. C. Inglaterra     | Total club    | Total club    | 19    | 6     | 7                | 1                | -                     | -                     | 26    | 7     | 0.27            |
| Scunthorpe United F. C. Inglaterra   | 3.ª           | 2016-17       | 17    | 7     | 0                | 0                | -                     | -                     | 17    | 7     | 0.41            |
| Wigan Athletic F. C. Inglaterra      | 3.ª           | 2017-18       | 24    | 4     | 4                | 2                | -                     | -                     | 28    | 6     | 0.21            |
| Wigan Athletic F. C. Inglaterra      | Total club    | Total club    | 24    | 4     | 4                | 2                | -                     | -                     | 28    | 6     | 0.21            |
| Scunthorpe United F. C. Inglaterra   | 3.ª           | 2017-18       | 18    | 8     | 0                | 0                | -                     | -                     | 18    | 8     | 0.44            |
| Scunthorpe United F. C. Inglaterra   | Total club    | Total club    | 35    | 15    | 0                | 0                | -                     | -                     | 35    | 15    | 0.42            |
| Peterborough United F. C. Inglaterra | 3.ª           | 2018-19       | 44    | 16    | 11               | 7                | -                     | -                     | 55    | 23    | 0.41            |
| Peterborough United F. C. Inglaterra | 3.ª           | 2019-20       | 32    | 24    | 7                | 2                | -                     | -                     | 39    | 26    | 0.66            |
| Peterborough United F. C. Inglaterra | Total club    | Total club    | 76    | 40    | 18               | 9                | -                     | -                     | 94    | 49    | 0.52            |
| Brentford F. C. Inglaterra           | 2.ª           | 2020-21       | 48    | 33    | 4                | 0                | -                     | -                     | 52    | 33    | 0.63            |
| Brentford F. C. Inglaterra           | 1.ª           | 2021-22       | 33    | 12    | 4                | 2                | -                     | -                     | 37    | 14    | 0.37            |
| Brentford F. C. Inglaterra           | 1.ª           | 2022-23       | 33    | 20    | 2                | 1                | -                     | -                     | 35    | 21    | 0.7             |
| Brentford F. C. Inglaterra           | Total club    | Total club    | 114   | 65    | 10               | 3                | -                     | -                     | 123   | 68    | 0.55            |
| Total carrera                        | Total carrera | Total carrera | 341   | 142   | 50               | 18               | -                     | -                     | 391   | 160   | 0.41            |

### Hat-tricks
| 1 | 30 de enero de 2021     | Brentford Community, Londres | Brentford FC - Wycombe Wanderers |  | 7 - 2 | EFL Championship 2020-21 |
| 2 | 5 de marzo de 2022      | Carrow Road, Norwich         | Norwich City - Brentford FC      |  | 1 - 3 | Premier League 2021-22   |
| 3 | 3 de septiembre de 2022 | Brentford Community, Londres | Brentford FC - Lees United       |  | 5 - 2 | Premier League 2022-23   |

## Palmarés

### Títulos nacionales
| Título     | Club           | País       | Año  |
| ---------- | -------------- | ---------- | ---- |
| EFL Trophy | Barnsley F. C. | Inglaterra | 2016 |

### Títulos internacionales
| Título                            | Club                | Sede | Año  |
| --------------------------------- | ------------------- | ---- | ---- |
| Liga de Campeones Élite de la AFC | Al-Ahli Saudi F. C. | Yeda | 2025 |

### Distinciones individuales
| Distinción                                        | Año  |
| ------------------------------------------------- | ---- |
| Máximo goleador de la EFL One (24 goles)          | 2020 |
| Máximo goleador de la EFL Championship (33 goles) | 2021 |